# 亞歷山大·阿科斯塔
雷內·亞歷山大·「亞歷克斯」·阿科斯塔（英語：Rene Alexander "Alex" Acosta；1969年1月16日—），是美国的檢察官，現任佛羅里達國際大學法學院院長。他是一名共和黨人，於前總統乔治·沃克·布什時期被任命為国家劳动关系委员会委員，其後在司法部民權司和佛羅里達州南區聯邦檢察部門任職。期間，發生杰弗里·愛潑斯坦性侵少女案。擔任檢察官的阿科斯塔在原告不知情的情况下与愛潑斯坦就性侵少女等相关指控达成認罪協商。双方签署的认罪协议令爱泼斯坦得以避免联邦起诉和可能面临的终身监禁，仅以较轻罪名服刑13个月，愛潑斯坦更是获准每周离开监狱6天到自己的办公室工作。
2017年2月16日，美國總統唐納·川普提名阿科斯塔出任美国劳工部长。2019年7月，杰弗里·愛潑斯坦再度因為涉及未成年人性交易而被逮捕。阿科斯塔因对愛潑斯坦當初過於宽大处理面临舆论的巨大压力。2019年7月12日，阿科斯塔宣佈辭職。

## 外部連結
- 佛羅里達國際大學法學院（英语：Florida International University College of Law）的官方傳記
- 助理檢察長R·亞歷山大·阿科斯塔 （页面存档备份，存于）